# Villeloin-Coulangé
 Villeloin-Coulangé  es una población y comuna francesa, situada en la región de  Centro, departamento de Indre y Loira, en el distrito de Loches y cantón de Montrésor.

## Demografía
| 926 | 830 | 681 | 573 | 571 | 618 |
| Para los censos de 1962 a 1999 la población legal corresponde a la población sin duplicidades (Fuente: INSEE [Consultar]) |     |     |     |     |     |